# انزجار
انزجار یا دوری کردن پاسخی هیجانی از جنس پس زدن یا تنفر نسبت به چیزی توهین‌آمیز، نفرت‌انگیز یا ناخوش‌آیند است.
چارلز داروین در کتاب بروز هیجان‌ها در انسان و جانوران می‌نویسد که انزجار احساسی است که نسبت به امری چندش‌آور بروز می‌کند. انزجار عموماً در ارتباط با حس چشایی تجربه می‌شود و در درجهٔ دوم نسبت به هر چیزی که با بو، لمس یا دیدن احساسی مشابه برانگیزد.